# Seznam ulic v městské části Brno-sever
Seznam ulic v městské části Brno-sever uvádí přehled ulic a veřejných prostranství na území městské části Brno-sever.

## Seznam
| Název                          | Pojmenováno po                                         | Souřadnice                       | Obrázek | Commons                    | RÚIAN   | Mapy.cz         |
| ------------------------------ | ------------------------------------------------------ | -------------------------------- | ------- | -------------------------- | ------- | --------------- |
| Alešova                        | Mikoláš Aleš                                           | 49°13′3″ s. š., 16°37′29″ v. d.  |         | Alešova (Brno)             | 20877   | stre&id=78933   |
| Antala Staška                  | Antal Stašek                                           | 49°12′43″ s. š., 16°37′9″ v. d.  |         | Antala Staška (Brno)       | 20915   | stre&id=78937   |
| Antonína Slavíka               | Antonín Slavík                                         | 49°12′17″ s. š., 16°36′53″ v. d. |         | Antonína Slavíka (Brno)    | 20940   | stre&id=78940   |
| Arbesova                       | Jakub Arbes                                            | 49°13′34″ s. š., 16°37′43″ v. d. |         | Arbesova (Brno)            | 20966   | stre&id=78942   |
| Auerswaldova                   | Jaroslav Auerswald                                     | 49°12′14″ s. š., 16°37′34″ v. d. |         | Auerswaldova (Brno)        | 21008   | stre&id=78946   |
| Babičkova                      | Hynek Babička                                          | 49°12′44″ s. š., 16°37′12″ v. d. |         | Babičkova (Brno)           | 21024   | stre&id=78948   |
| Barvy                          |                                                        | 49°13′43″ s. š., 16°38′0″ v. d.  |         | Barvy (Brno)               | 21113   | stre&id=78957   |
| Bendlova                       | Karel Bendl                                            | 49°13′1″ s. š., 16°37′21″ v. d.  |         | Bendlova (Brno)            | 21211   | stre&id=78967   |
| Bieblova                       | Konstantin Biebl                                       | 49°13′0″ s. š., 16°37′6″ v. d.   |         | Bieblova (Brno)            | 21334   | stre&id=78979   |
| Blažkova                       | Oldřich Blažek                                         | 49°13′51″ s. š., 16°37′42″ v. d. |         | Blažkova (Brno)            | 21415   | stre&id=78987   |
| Borová                         | borovice                                               | 49°15′17″ s. š., 16°37′10″ v. d. |         | Borová (Brno)              | 21555   | stre&id=79000   |
| Bratislavská                   | Bratislava                                             | 49°12′ s. š., 16°37′19″ v. d.    |         | Bratislavská (Brno)        | 21687   | stre&id=79013   |
| Brechtova                      | Bertolt Brecht                                         | 49°14′ s. š., 16°37′39″ v. d.    |         | Brechtova (Brno)           | 21768   | stre&id=79021   |
| Brožíkova                      | Václav Brožík                                          | 49°13′36″ s. š., 16°37′11″ v. d. |         | Brožíkova (Brno)           | 21814   | stre&id=79026   |
| Buchtova                       | Alois Buchta                                           | 49°13′8″ s. š., 16°38′2″ v. d.   |         |                            | 21890   | stre&id=79034   |
| Břenkova                       | Otýn Břeněk                                            | 49°12′45″ s. š., 16°37′17″ v. d. |         |                            | 21849   | stre&id=79029   |
| Cacovická                      | Cacovice                                               | 49°13′8″ s. š., 16°38′16″ v. d.  |         | Cacovická (Brno)           | 22055   | stre&id=79050   |
| Cejl                           |                                                        | 49°11′54″ s. š., 16°37′14″ v. d. |         | Cejl (Brno)                | 22063   | stre&id=79051   |
| Dačického                      | Mikuláš Dačický z Heslova                              | 49°12′32″ s. š., 16°37′51″ v. d. |         | Dačického (Brno)           | 22594   | stre&id=79104   |
| Demlova                        | Jan Rudolf Demel                                       | 49°12′36″ s. š., 16°37′14″ v. d. |         | Demlova (Brno)             | 22616   | stre&id=79106   |
| Divišova                       | Prokop Diviš                                           | 49°13′32″ s. š., 16°36′52″ v. d. |         |                            | 22691   | stre&id=79113   |
| Dohnalova                      | František Dohnal                                       | 49°15′ s. š., 16°37′12″ v. d.    |         |                            | 22748   | stre&id=79118   |
| Dolnopolní                     |                                                        | 49°12′52″ s. š., 16°38′30″ v. d. |         | Dolnopolní                 | 22781   | stre&id=79122   |
| Drobného                       | František Drobný                                       | 49°12′39″ s. š., 16°36′47″ v. d. |         | Drobného (Brno)            | 22900   | stre&id=79135   |
| Drápelova                      | František Drápela                                      | 49°15′32″ s. š., 16°37′15″ v. d. |         | Drápelova                  | 22861   | stre&id=79131   |
| Dukelská třída                 | Dukelský průsmyk                                       | 49°12′41″ s. š., 16°38′2″ v. d.  |         | Dukelská třída (Brno)      | 23078   | stre&id=79152   |
| Durďákova                      | František Durďák                                       | 49°12′24″ s. š., 16°37′7″ v. d.  |         | Durďákova                  | 23019   | stre&id=79146   |
| Dusíkova                       | Jan Ladislav Dusík                                     | 49°14′12″ s. š., 16°37′28″ v. d. |         | Dusíkova (Brno)            | 36064   | stre&id=80446   |
| Dřínová                        | dřín                                                   | 49°13′33″ s. š., 16°36′57″ v. d. |         |                            | 22942   | stre&id=79139   |
| Elgartova                      | Karel Elgart-Sokol                                     | 49°12′45″ s. š., 16°37′52″ v. d. |         | Elgartova (Brno)           | 23108   | stre&id=79155   |
| Erbenova                       | Karel Jaromír Erben                                    | 49°12′35″ s. š., 16°36′40″ v. d. |         | Erbenova (Brno)            | 23167   | stre&id=79161   |
| Fillova                        | Emil Filla                                             | 49°13′43″ s. š., 16°37′7″ v. d.  |         | Fillova (Brno)             | 23299   | stre&id=79173   |
| Fišova                         | Peregrin Fiša                                          | 49°12′31″ s. š., 16°36′44″ v. d. |         | Fišova (Brno)              | 23302   | stre&id=79174   |
| Francouzská                    | Francie                                                | 49°12′6″ s. š., 16°37′9″ v. d.   |         | Francouzská (Brno)         | 23361   | stre&id=79180   |
| Fügnerova                      | Jindřich Fügner                                        | 49°13′8″ s. š., 16°37′26″ v. d.  |         | Fügnerova (Brno)           | 23442   | stre&id=79188   |
| Gargulákova                    | František Gargulák                                     | 49°12′35″ s. š., 16°38′4″ v. d.  |         | Gargulákova                | 23493   | stre&id=79193   |
| Habrová                        | habr                                                   | 49°15′26″ s. š., 16°37′10″ v. d. |         | Habrová (Brno)             | 23647   | stre&id=79208   |
| Halasovo náměstí               | František Halas                                        | 49°13′27″ s. š., 16°37′30″ v. d. |         | Halasovo náměstí           | 23787   | stre&id=79222   |
| Hansmannova                    | Leopold Josef Hansmann                                 | 49°12′58″ s. š., 16°37′31″ v. d. |         | Hansmannova (Brno)         | 23701   | stre&id=79214   |
| Haškova                        | Jaroslav Hašek                                         | 49°13′58″ s. š., 16°37′30″ v. d. |         | Haškova (Brno)             | 23752   | stre&id=79219   |
| Heleny Malířové                | Helena Malířová                                        | 49°13′25″ s. š., 16°37′41″ v. d. |         | Heleny Malířové (Brno)     | 23906   | stre&id=79234   |
| Helfertova                     | Vladimír Helfert                                       | 49°12′21″ s. š., 16°37′7″ v. d.  |         | Helfertova (Brno)          | 23914   | stre&id=79235   |
| Hlohová                        | hloh                                                   | 49°13′34″ s. š., 16°36′48″ v. d. |         |                            | 24066   | stre&id=79250   |
| Hoblíkova                      | Vladimír Hoblík                                        | 49°12′18″ s. š., 16°37′15″ v. d. |         | Hoblíkova (Brno)           | 24091   | stre&id=79253   |
| Holubova                       | Emil Holub                                             | 49°13′18″ s. š., 16°37′55″ v. d. |         |                            | 24147   | stre&id=79258   |
| Horymírova                     | Horymír                                                | 49°12′55″ s. š., 16°38′19″ v. d. |         | Horymírova (Brno)          | 24244   | stre&id=79268   |
| Hořejší                        |                                                        | 49°13′9″ s. š., 16°37′49″ v. d.  |         |                            | 36111   | stre&id=80451   |
| Husovická                      | Husovice                                               | 49°12′22″ s. š., 16°37′42″ v. d. |         | Husovická (Brno)           | 24465   | stre&id=79290   |
| Hvozdíková                     | hvozdík                                                | 49°13′34″ s. š., 16°36′49″ v. d. |         |                            | 24520   | stre&id=79296   |
| Hvězdička-park Eugena Horvátha | Eugen Horváth                                          | 49°12′4″ s. š., 16°37′17″ v. d.  |         |                            | 2830841 | base&id=2110265 |
| Hvězdová                       | Josef Stern                                            | 49°12′4″ s. š., 16°37′20″ v. d.  |         | Hvězdová (Brno)            | 23159   | stre&id=79160   |
| Hálkova                        | Vítězslav Hálek                                        | 49°12′48″ s. š., 16°37′58″ v. d. |         | Hálkova (Brno)             | 23868   | stre&id=79230   |
| Ibsenova                       | Henrik Ibsen                                           | 49°13′50″ s. š., 16°37′11″ v. d. |         | Ibsenova (Brno)            | 23663   | stre&id=79210   |
| Jana Svobody                   | Jan Svoboda                                            | 49°12′15″ s. š., 16°37′38″ v. d. |         | Jana Svobody (Brno)        | 24643   | stre&id=79308   |
| Janouškova                     | Josef Janoušek                                         | 49°13′10″ s. š., 16°37′23″ v. d. |         | Janouškova (Brno)          | 24686   | stre&id=79312   |
| Jetelová                       | jetel                                                  | 49°15′33″ s. š., 16°37′19″ v. d. |         | Jetelová (Brno)            | 660655  | stre&id=140066  |
| Ježkova                        | Jaroslav Ježek                                         | 49°13′53″ s. š., 16°37′43″ v. d. |         | Ježkova (Brno)             | 24911   | stre&id=79335   |
| Jilemnického                   | Peter Jilemnický                                       | 49°12′33″ s. š., 16°37′43″ v. d. |         | Jilemnického (Brno)        | 24937   | stre&id=79337   |
| Jugoslávská                    | Jugoslávie                                             | 49°12′33″ s. š., 16°37′21″ v. d. |         | Jugoslávská (Brno)         | 25127   | stre&id=79356   |
| Jurkovičova                    | Dušan Jurkovič                                         | 49°14′ s. š., 16°37′9″ v. d.     |         | Jurkovičova (Brno)         | 25160   | stre&id=79360   |
| Kalinová                       | kalina                                                 | 49°13′34″ s. š., 16°36′51″ v. d. |         |                            | 25241   | stre&id=79368   |
| Kaloudova                      | Jan Kaloud                                             | 49°12′49″ s. š., 16°38′19″ v. d. |         | Kaloudova                  | 25267   | stre&id=79370   |
| Kladivova                      | Bohumil Kladivo                                        | 49°12′16″ s. š., 16°37′12″ v. d. |         | Kladivova (Brno)           | 25526   | stre&id=79396   |
| Klarisky                       | klášter klarisek                                       | 49°15′21″ s. š., 16°37′28″ v. d. |         | Klarisky (Brno)            | 700053  | stre&id=142944  |
| Klecandova                     | Jiří Klecanda                                          | 49°12′55″ s. š., 16°37′24″ v. d. |         | Klecandova (Brno)          | 25577   | stre&id=79401   |
| Klidná                         | mír                                                    | 49°13′2″ s. š., 16°37′52″ v. d.  |         |                            | 25607   | stre&id=79404   |
| Klokočí                        | klokoč                                                 | 49°15′3″ s. š., 16°37′2″ v. d.   |         |                            | 719871  | stre&id=144838  |
| Kobylín                        |                                                        | 49°15′25″ s. š., 16°37′15″ v. d. |         | Kobylín                    | 25941   | stre&id=79438   |
| Kohoutova                      | Emil Kohout                                            | 49°13′0″ s. š., 16°37′53″ v. d.  |         | Kohoutova (Brno)           | 25771   | stre&id=79421   |
| Kosatcová                      | kosatec                                                | 49°13′31″ s. š., 16°36′55″ v. d. |         |                            | 26026   | stre&id=79446   |
| Kotěrova                       | Jan Kotěra                                             | 49°12′58″ s. š., 16°37′45″ v. d. |         | Kotěrova (Brno)            | 26115   | stre&id=79455   |
| Krkoškova                      | Pankrác Krkoška                                        | 49°13′2″ s. š., 16°37′29″ v. d.  |         | Krkoškova (Brno)           | 27057   | stre&id=79550   |
| Kunzova                        | Kuneš Kunz                                             | 49°12′15″ s. š., 16°36′58″ v. d. |         | Kunzova (Brno)             | 26735   | stre&id=79518   |
| Kupkova                        | František Kupka                                        | 49°14′11″ s. š., 16°37′51″ v. d. |         | Kupkova (Brno)             | 26743   | stre&id=79519   |
| Křižíkova                      | František Křižík                                       | 49°13′25″ s. š., 16°36′41″ v. d. |         | Křižíkova (Brno)           | 26522   | stre&id=79497   |
| Lesnická                       | Mendelova univerzita v Brně                            | 49°12′34″ s. š., 16°37′9″ v. d.  |         | Lesnická (Brno)            | 26972   | stre&id=79542   |
| Lieberzeitova                  | Josef Lieberzeit                                       | 49°12′38″ s. š., 16°37′45″ v. d. |         | Lieberzeitova (Brno)       | 27804   | stre&id=79625   |
| Liliová                        | lilie královská                                        | 49°13′30″ s. š., 16°36′56″ v. d. |         |                            | 27049   | stre&id=79549   |
| Loosova                        | Adolf Loos                                             | 49°13′57″ s. š., 16°36′58″ v. d. |         | Loosova (Brno)             | 27146   | stre&id=79559   |
| Loučná                         | louka                                                  | 49°15′5″ s. š., 16°37′15″ v. d.  |         | Loučná (Brno)              | 27162   | stre&id=79561   |
| Lovecká                        | les                                                    | 49°15′30″ s. š., 16°37′12″ v. d. |         | Lovecká (Brno)             | 27171   | stre&id=79562   |
| Lozíbky                        |                                                        | 49°13′6″ s. š., 16°37′54″ v. d.  |         |                            | 27189   | stre&id=79563   |
| Lužova                         | Vojtěch Luža                                           | 49°12′29″ s. š., 16°37′4″ v. d.  |         | Lužova (Brno)              | 27278   | stre&id=79572   |
| Majdalenky                     |                                                        | 49°14′5″ s. š., 16°37′34″ v. d.  |         | Majdalenky                 | 679011  | stre&id=141398  |
| Malinová                       | ostružiník maliník                                     | 49°15′35″ s. š., 16°37′20″ v. d. |         | Malinová (Brno)            | 660663  | stre&id=140067  |
| Malý Růženec                   |                                                        | 49°15′ s. š., 16°37′ v. d.       |         | Malý Růženec               | 719862  | stre&id=144837  |
| Marie Majerové                 | Marie Majerová                                         | 49°13′14″ s. š., 16°37′55″ v. d. |         | Marie Majerové (Brno)      | 27472   | stre&id=79592   |
| Martinkova                     | Jan Martinek                                           | 49°12′32″ s. š., 16°36′47″ v. d. |         |                            | 27545   | stre&id=79599   |
| Mathonova                      | Placidus Johanes Mathon                                | 49°12′57″ s. š., 16°37′18″ v. d. |         | Mathonova (Brno)           | 27642   | stre&id=79609   |
| Maškova                        | Karel Jaroslav Maška                                   | 49°12′48″ s. š., 16°37′35″ v. d. |         | Maškova (Brno)             | 27618   | stre&id=79606   |
| Melatín                        |                                                        | 49°15′9″ s. š., 16°37′34″ v. d.  |         | Melatín (Brno)             | 27774   | stre&id=79622   |
| Merhautova                     | Josef Merhaut                                          | 49°12′35″ s. š., 16°37′26″ v. d. |         | Merhautova (Brno)          | 27791   | stre&id=79624   |
| Milady Horákové                | Milada Horáková                                        | 49°12′4″ s. š., 16°36′52″ v. d.  |         | Milady Horákové (Brno)     | 33537   | stre&id=80193   |
| Milénova                       | Eduard Milén                                           | 49°13′46″ s. š., 16°37′18″ v. d. |         | Milénova (Brno)            | 36315   | stre&id=80470   |
| Mokrohorská                    | Mokrá Hora                                             | 49°15′31″ s. š., 16°37′9″ v. d.  |         | Mokrohorská                | 28096   | stre&id=79653   |
| Morávkova                      | Karel Morávek                                          | 49°15′2″ s. š., 16°37′31″ v. d.  |         |                            | 3031284 | stre&id=5198908 |
| Mostecká                       | zaniklý most staré Tišnovky                            | 49°12′25″ s. š., 16°37′41″ v. d. |         | Mostecká (Brno)            | 28151   | stre&id=79659   |
| Muchova                        | Alfons Mucha                                           | 49°12′28″ s. š., 16°37′6″ v. d.  |         | Muchova (Brno)             | 28207   | stre&id=79664   |
| Musilova                       | František Musil                                        | 49°12′35″ s. š., 16°37′43″ v. d. |         | Musilova (Brno)            | 28231   | stre&id=79667   |
| Míčkova                        | Eduard Míček                                           | 49°13′1″ s. š., 16°38′5″ v. d.   |         | Míčkova (Brno)             | 27987   | stre&id=79643   |
| Na klínku                      |                                                        | 49°15′7″ s. š., 16°37′17″ v. d.  |         |                            | 29262   | stre&id=79769   |
| Na kovárně                     |                                                        | 49°15′13″ s. š., 16°37′18″ v. d. |         | Na kovárně (Brno)          | 28321   | stre&id=79676   |
| Na rychtě                      |                                                        | 49°15′12″ s. š., 16°37′30″ v. d. |         |                            | 28380   | stre&id=79682   |
| Narcisová                      | narcis                                                 | 49°13′29″ s. š., 16°36′57″ v. d. |         |                            | 36404   | stre&id=80479   |
| Nejedlého                      | Otakar Nejedlý                                         | 49°13′44″ s. š., 16°37′48″ v. d. |         | Nejedlého (Brno)           | 28690   | stre&id=79712   |
| Netušilova                     | František Netušil                                      | 49°12′44″ s. š., 16°38′ v. d.    |         | Netušilova (Brno)          | 28754   | stre&id=79718   |
| Nezvalova                      | Vítězslav Nezval                                       | 49°13′30″ s. š., 16°37′33″ v. d. |         | Nezvalova (Brno)           | 28801   | stre&id=79723   |
| Nouzová                        | nouzová kolonie                                        | 49°13′9″ s. š., 16°38′ v. d.     |         | Nouzová (Brno)             | 28851   | stre&id=79728   |
| Novotného                      | Josef Novotný                                          | 49°13′10″ s. š., 16°37′27″ v. d. |         |                            | 28908   | stre&id=79733   |
| Nováčkova                      | Josef Nováček                                          | 49°12′34″ s. š., 16°37′50″ v. d. |         | Nováčkova (Brno)           | 28878   | stre&id=79730   |
| Okružní                        | okruh k objíždění obce                                 | 49°13′50″ s. š., 16°37′6″ v. d.  |         | Okružní (Brno)             | 29025   | stre&id=79745   |
| Panská lícha                   |                                                        | 49°14′44″ s. š., 16°38′5″ v. d.  |         |                            | 731633  | stre&id=145866  |
| Pflegrova                      | Gustav Pfleger Moravský                                | 49°13′8″ s. š., 16°37′30″ v. d.  |         | Pflegrova (Brno)           | 30945   | stre&id=79936   |
| Plachtova                      | Jindřich Plachta                                       | 49°14′13″ s. š., 16°37′43″ v. d. |         | Plachtova (Brno)           | 29653   | stre&id=79807   |
| Pod kaplí                      | kaple Nalezení svatého Kříže                           | 49°14′59″ s. š., 16°37′14″ v. d. |         |                            | 29734   | stre&id=79815   |
| Porgesova                      | Filip Porges                                           | 49°13′13″ s. š., 16°36′44″ v. d. |         | Porgesova                  | 725005  | stre&id=145323  |
| Pospíšilova                    |                                                        | 49°13′9″ s. š., 16°37′34″ v. d.  |         | Pospíšilova (Brno)         | 30091   | stre&id=79851   |
| Provazníkova                   | Jaroslav Provazník                                     | 49°12′50″ s. š., 16°37′18″ v. d. |         | Provazníkova (Brno)        | 30325   | stre&id=79874   |
| Písečník                       | pískovna                                               | 49°13′10″ s. š., 16°38′ v. d.    |         | Písečník                   | 29637   | stre&id=79805   |
| Přadlácká                      | přádelna hedvábí                                       | 49°12′8″ s. š., 16°37′29″ v. d.  |         | Přadlácká (Brno)           | 30376   | stre&id=79879   |
| Rotalova                       | Jan Rotal                                              | 49°12′35″ s. š., 16°37′38″ v. d. |         | Rotalova                   | 30929   | stre&id=79934   |
| Rovinka                        |                                                        | 49°13′7″ s. š., 16°37′59″ v. d.  |         |                            | 30996   | stre&id=79941   |
| Rozárka                        |                                                        | 49°15′16″ s. š., 16°37′34″ v. d. |         | Rozárka                    | 31011   | stre&id=79943   |
| Rygle                          |                                                        | 49°15′32″ s. š., 16°37′17″ v. d. |         | Rygle                      | 660647  | stre&id=140065  |
| Ryšánkova                      | Maxmilián Ryšánek                                      | 49°12′17″ s. š., 16°37′19″ v. d. |         | Ryšánkova (Brno)           | 31194   | stre&id=79960   |
| Růženec                        | hranice                                                | 49°14′59″ s. š., 16°36′57″ v. d. |         | Růženec (Brno)             | 719854  | stre&id=144836  |
| Schodová                       | schodiště                                              | 49°12′28″ s. š., 16°36′48″ v. d. |         | Schodová (Brno)            | 31372   | stre&id=79978   |
| Schreberovy zahrádky           | Moritz Schreber                                        | 49°12′29″ s. š., 16°37′17″ v. d. |         | Schreberovy zahrádky       | 33235   | base&id=2006253 |
| Seifertova                     | Jaroslav Seifert                                       | 49°13′41″ s. š., 16°37′52″ v. d. |         | Seifertova (Brno)          | 36790   | stre&id=80518   |
| Sekaninova                     | Ivan Sekanina                                          | 49°12′21″ s. š., 16°37′45″ v. d. |         | Sekaninova (Brno)          | 31437   | stre&id=79984   |
| Skryjova                       | Jaroslav Skryja                                        | 49°13′6″ s. š., 16°38′13″ v. d.  |         | Skryjova (Brno)            | 31577   | stre&id=79998   |
| Slavíčkova                     | Antonín Slavíček                                       | 49°13′33″ s. š., 16°37′12″ v. d. |         | Slavíčkova (Brno)          | 31682   | stre&id=80009   |
| Slepá                          | slepá ulice                                            | 49°12′16″ s. š., 16°37′13″ v. d. |         | Slepá (Brno)               | 31721   | stre&id=80013   |
| Slezákova                      | Ludvík Slezák                                          | 49°13′3″ s. š., 16°37′56″ v. d.  |         |                            | 31747   | stre&id=80015   |
| Sládkova                       | Josef Václav Sládek                                    | 49°13′12″ s. š., 16°37′35″ v. d. |         | Sládkova (Brno)            | 31704   | stre&id=80011   |
| Soběslavova                    | Soběslav I. Český                                      | 49°14′56″ s. š., 16°37′7″ v. d.  |         |                            | 31861   | stre&id=80027   |
| Soběšická                      | Soběšice                                               | 49°13′14″ s. š., 16°38′2″ v. d.  |         | Soběšická (Brno)           | 31879   | stre&id=80028   |
| Soudní                         | Brněnská káznice                                       | 49°11′58″ s. š., 16°37′19″ v. d. |         | Soudní (Brno)              | 31984   | stre&id=80039   |
| Spolková                       | Dělnický dům                                           | 49°12′5″ s. š., 16°37′25″ v. d.  |         | Spolková (Brno)            | 27553   | stre&id=79600   |
| Sportovní nábřeží              | sport Svitava                                          | 49°12′39″ s. š., 16°38′16″ v. d. |         | Sportovní nábřeží          | 36854   | stre&id=80524   |
| Studená                        |                                                        | 49°13′21″ s. š., 16°37′52″ v. d. |         | Studená (Brno)             | 32379   | stre&id=80078   |
| Svitavská                      | Svitava                                                | 49°12′28″ s. š., 16°37′42″ v. d. |         | Svitavská (Brno)           | 32514   | stre&id=80092   |
| Svitavské nábřeží              | Svitava                                                | 49°12′24″ s. š., 16°37′52″ v. d. |         | Svitavské nábřeží (Brno)   | 33545   | stre&id=80194   |
| Síčka                          |                                                        | 49°15′13″ s. š., 16°37′27″ v. d. |         |                            | 31496   | stre&id=79990   |
| Sýpka                          | sýpka                                                  | 49°12′22″ s. š., 16°37′28″ v. d. |         | Sýpka (Brno)               | 32565   | stre&id=80097   |
| Tišnovská                      | bývalá železniční trať Brno–Tišnov                     | 49°12′37″ s. š., 16°37′32″ v. d. |         | Tišnovská (Brno)           | 33260   | stre&id=80166   |
| Tkalcovská                     | tkadlec                                                | 49°11′56″ s. š., 16°37′39″ v. d. |         | Tkalcovská (Brno)          | 33278   | stre&id=80167   |
| Tomanova                       | Karel Toman                                            | 49°12′26″ s. š., 16°37′8″ v. d.  |         | Tomanova (Brno)            | 33308   | stre&id=80170   |
| Tomečkova                      | Jaromír Tomeček                                        | 49°13′39″ s. š., 16°36′58″ v. d. |         | Tomečkova (Brno)           | 731625  | stre&id=145865  |
| Tomkovo náměstí                |                                                        | 49°12′51″ s. š., 16°38′14″ v. d. |         | Tomkovo náměstí            | 34495   | stre&id=80289   |
| Traubova                       | Hugo Traub                                             | 49°12′9″ s. š., 16°36′53″ v. d.  |         | Traubova (Brno)            | 33383   | stre&id=80178   |
| Trtílkova                      | Arnošt Trtílek                                         | 49°13′34″ s. š., 16°36′41″ v. d. |         |                            | 33448   | stre&id=80184   |
| Trávníky                       | trávník                                                | 49°12′34″ s. š., 16°37′8″ v. d.  |         | Trávníky (Brno)            | 33405   | stre&id=80180   |
| Trávníčkova                    | František Trávníček                                    | 49°12′16″ s. š., 16°37′36″ v. d. |         | Trávníčkova (Brno)         | 33391   | stre&id=80179   |
| Těsnohlídkova                  | Rudolf Těsnohlídek                                     | 49°12′29″ s. š., 16°37′26″ v. d. |         | Těsnohlídkova (Brno)       | 33201   | stre&id=80160   |
| Třebízského                    | Václav Beneš Třebízský                                 | 49°12′44″ s. š., 16°37′45″ v. d. |         | Třebízského (Brno)         | 33472   | stre&id=80187   |
| Třískalova                     | Rostislav Třískala                                     | 49°13′31″ s. š., 16°37′2″ v. d.  |         | Třískalova (Brno)          | 33553   | stre&id=80195   |
| U Antoníčka                    | kaple svatého Antonína                                 | 49°14′1″ s. š., 16°36′54″ v. d.  |         | U Antoníčka                | 37061   | stre&id=80545   |
| U Dubu                         |                                                        | 49°15′26″ s. š., 16°37′26″ v. d. |         | U Dubu (Brno)              | 1155725 | stre&id=5185201 |
| Vaculíkova                     | Antonín Vaculík                                        | 49°13′44″ s. š., 16°37′13″ v. d. |         | Vaculíkova (Brno)          | 34207   | stre&id=80260   |
| Valchařská                     | valcha                                                 | 49°12′55″ s. š., 16°38′23″ v. d. |         | Valchařská (Brno)          | 34215   | stre&id=80261   |
| Velkomoravská                  | Velkomoravská říše                                     | 49°14′52″ s. š., 16°37′5″ v. d.  |         | Velkomoravská (Brno)       | 719889  | stre&id=144839  |
| Venhudova                      | Jan Venhuda                                            | 49°12′44″ s. š., 16°37′33″ v. d. |         | Venhudova (Brno)           | 34444   | stre&id=80284   |
| Volejníkova                    | Jan Volejník                                           | 49°12′32″ s. š., 16°37′16″ v. d. |         | Volejníkova (Brno)         | 34754   | stre&id=80315   |
| Vranovská                      | Vranov                                                 | 49°12′30″ s. š., 16°37′40″ v. d. |         | Vranovská (Brno)           | 34835   | stre&id=80323   |
| Vyhlídka                       | vyhlídka                                               | 49°13′22″ s. š., 16°38′3″ v. d.  |         |                            | 34975   | stre&id=80337   |
| Výzkumní                       | výzkum                                                 | 49°15′8″ s. š., 16°37′5″ v. d.   |         | Výzkumní                   | 35122   | stre&id=80352   |
| Weissova                       | Karel Weiss                                            | 49°15′33″ s. š., 16°37′25″ v. d. |         | Weissova (Brno)            | 35173   | stre&id=80357   |
| Zdislavina                     | Zdislava z Lemberka                                    | 49°15′18″ s. š., 16°37′29″ v. d. |         | Zdislavina (Brno)          | 679038  | stre&id=141399  |
| Zdráhalova                     | Karel Zdráhal                                          | 49°12′35″ s. š., 16°37′20″ v. d. |         | Zdráhalova (Brno)          | 35556   | stre&id=80395   |
| Zeiberlichova                  | Jaroslav Zeiberlich                                    | 49°15′3″ s. š., 16°37′25″ v. d.  |         | Zeiberlichova              | 35572   | stre&id=80397   |
| Zemědělská                     | Mendelova univerzita v Brně                            | 49°12′39″ s. š., 16°37′11″ v. d. |         | Zemědělská (Brno)          | 35629   | stre&id=80402   |
| Zkratka                        |                                                        | 49°15′15″ s. š., 16°37′23″ v. d. |         |                            | 35696   | stre&id=80409   |
| Zubatého                       | Josef Zubatý                                           | 49°12′19″ s. š., 16°37′37″ v. d. |         | Zubatého (Brno)            | 35742   | stre&id=80414   |
| Zvonková                       | zvonek broskvolistý                                    | 49°13′28″ s. š., 16°36′57″ v. d. |         |                            | 35777   | stre&id=80417   |
| Zábrdovická                    | Zábrdovice                                             | 49°12′6″ s. š., 16°37′53″ v. d.  |         | Zábrdovická                | 25615   | stre&id=79405   |
| Zátiší                         |                                                        | 49°13′4″ s. š., 16°37′36″ v. d.  |         |                            | 35483   | stre&id=80388   |
| bratří Mrštíků                 | Vilém Mrštík Alois Mrštík                              | 49°12′45″ s. š., 16°38′12″ v. d. |         | Bratří Mrštíků (Brno)      | 21725   | stre&id=79017   |
| náměstí 28. října              | vznik Československa                                   | 49°12′8″ s. š., 16°36′47″ v. d.  |         | Náměstí 28. října (Brno)   | 29041   | stre&id=79747   |
| náměstí Republiky              | Česko                                                  | 49°12′42″ s. š., 16°37′54″ v. d. |         | Náměstí Republiky (Brno)   | 28592   | stre&id=79702   |
| náměstí SNP                    | Slovenské národní povstání                             | 49°13′4″ s. š., 16°37′19″ v. d.  |         | Náměstí SNP (Brno)         | 28606   | stre&id=79703   |
| třída Generála Píky            | Heliodor Píka                                          | 49°13′6″ s. š., 16°37′2″ v. d.   |         | Třída Generála Píky (Brno) | 37028   | stre&id=80541   |
| Útěchovská                     | Útěchov                                                | 49°15′8″ s. š., 16°37′11″ v. d.  |         | Útěchovská                 | 34100   | stre&id=80250   |
| Čekanková                      | čekanka                                                | 49°13′33″ s. š., 16°36′55″ v. d. |         |                            | 687057  | stre&id=141779  |
| Černopolní                     | Černá Pole                                             | 49°12′24″ s. š., 16°37′ v. d.    |         | Černopolní                 | 22489   | stre&id=79093   |
| Šalounova                      | Ladislav Šaloun                                        | 49°14′10″ s. š., 16°37′44″ v. d. |         | Šalounova (Brno)           | 32590   | stre&id=80100   |
| Ševcova                        | Josef Jiří Švec                                        | 49°12′56″ s. š., 16°37′28″ v. d. |         | Ševcova (Brno)             | 32671   | stre&id=80108   |
| Školní                         | Základní škola a Mateřská škola Brno, Zeiberlichova 49 | 49°15′19″ s. š., 16°37′19″ v. d. |         | Školní (Brno)              | 32760   | stre&id=80117   |
| Španielova                     | Otakar Španiel                                         | 49°14′10″ s. š., 16°37′47″ v. d. |         |                            | 32875   | stre&id=80128   |
| Šrámkova                       | Fráňa Šrámek                                           | 49°13′32″ s. š., 16°37′38″ v. d. |         | Šrámkova (Brno)            | 32905   | stre&id=80131   |
| Štěpánkova                     | Karel Štěpánek                                         | 49°15′8″ s. š., 16°37′25″ v. d.  |         | Štěpánkova (Brno)          | 32930   | stre&id=80134   |
| Žampachova                     | Zdeněk Burjan Žampach                                  | 49°12′24″ s. š., 16°37′12″ v. d. |         | Žampachova (Brno)          | 35785   | stre&id=80418   |